# Crevette
Pour les articles homonymes, voir Crevette (homonymie).
Taxons concernés
- Chez l'ordre Decapoda :
  - Les espèces de l'infra ordre Caridea
  - Les espèces de l'infra ordre Stenopodidea
  - Les espèces du sous ordre Dendrobranchiata

- Chez l'ordre Euphausiacea :
  - Toutes les espèces (Krill)

- Chez l'ordre Stomatopoda :
  - Toutes les espèces (crevette-mante)

- Chez l'ordre Mysida :
  - Toutes les espèces

- Chez l'ordre Amphipoda
  - Toute la famille des Caprellidae (crevette-squelette / crevette-fantôme)modifier

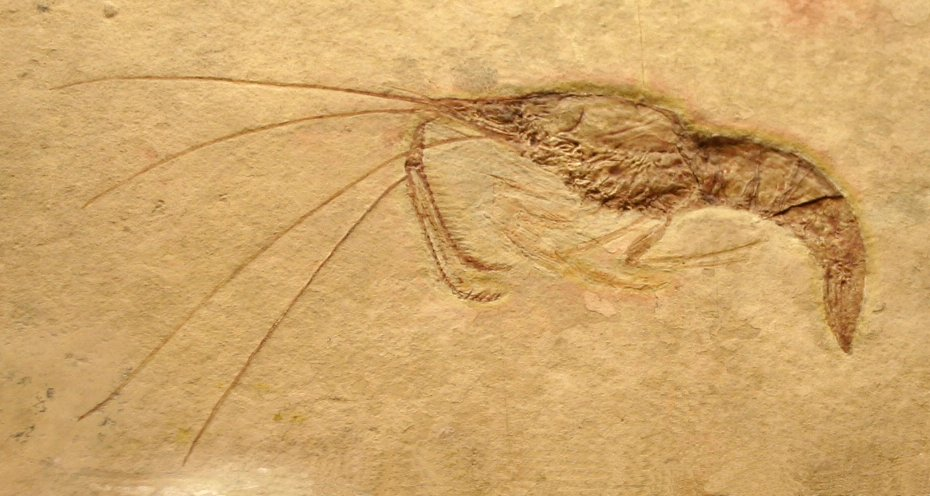
Crevette du genre Aeger, Jurassique supérieur (Allemagne)

Le nom vernaculaire crevette (aussi connu sous le nom de chevrette dans certaines régions de la francophonie) est traditionnellement donné à un ensemble de crustacés aquatiques nageurs, essentiellement marins mais aussi dulcicoles (en eau douce), autrefois regroupés dans le sous-ordre des « décapodes nageurs », ou Natantia.
De nombreuses espèces font l'objet d'une exploitation commerciale de grande ampleur sous ce nom générique ; la consommation mondiale de crevettes a augmenté considérablement durant les années 2000. La part des crevettes d'élevage, marines ou d'eau douce, a fortement augmenté par rapport aux crevettes sauvages.

## Classification
Les « vraies » crevettes de mer se retrouvent toutes dans l'ordre actuel des décapodes, dans l'infra-ordre Caridea, notamment. D'autres groupes de crustacés dont l'allure est proche de celle des « vraies » crevettes peuvent toutefois parfois être désignés ainsi : il s'agit des Dendrobranchiata (gambas), euphausiacés (krills), et des mysidacés (en).
Le premier usage du terme en français apparaît dans Le Quart Livre de François Rabelais.

### Décapodes
Il s'agit généralement des espèces parmi les plus petites de l’ordre des décapodes (Decapoda, qui comprend aussi les crabes, écrevisses, homards, langoustes et galathées) avec cinq paires de pattes sans crochets mais dont les cils facilitent la nage ; elles sont de forme allongée et leur carapace est segmentée et sépare l’abdomen de la tête céphalopode (qui soutient aussi des antennes très développées et des mandibules). Bien que d’apparences similaires entre elles, ces crevettes se distinguent par leur structure branchiale qui les classe dans des sous-ordres et infra-ordres différents :
- Tout d'abord l'infra-ordre Caridea : ce sont les « crevettes vraies » proprement dites. Cet infra-ordre comprend 16 super familles, aux espèces énormément diverses. On y trouve notamment :
  - Les crevettes roses dont les crevettes « bouquet ». Ce terme dénomme les espèces du genre Pandalus ou Palaemon. Ce sont les crevettes « types », et les plus connues. La coloration rose n'est due qu'à l'effet de la cuisson : vivantes, ces espèces sont normalement translucides.
  - Les crevettes grises ou communes, qui sont les espèces du genre Crangon et qui sont les plus pêchées.

- Le sous-ordre Dendrobranchiata, qui comprend les « grandes crevettes » ou « gambas » :
  - Les crevettes pénaéïdes, qui appartiennent à la super-famille des Penaeoidea. Il en existe de nombreux types, de genres différents. On y trouve notamment le genre Penaeus, qui comprend la crevette brune (dite crevette varoise), la crevette bleue, la crevette banane...
  - Les Aristeidae (famille des Aristeidae), ou crevettes géantes.

- Enfin, les infra-ordres des Stenopodidea et des Caridea comprennent des espèces de crustacés décapodes à morphologie rappelant les crevettes vraies, appelés crevettes nettoyeuses. En effet, elles nettoient de leurs parasites les poissons qui en ont besoin. En échange de nettoyage, les crevettes mangent les parasites extraits de l'hôte. En contexte général, ces crustacés décapodes rappellent les crevettes vraies, mais évoquent plutôt une langoustine sur de nombreux points morphologiques.

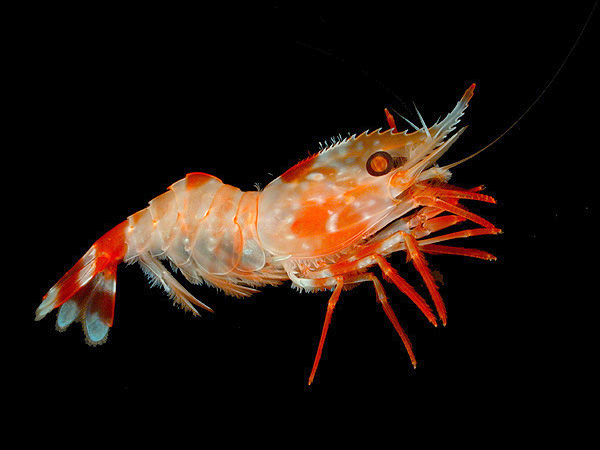
Un exemple de « crevette vraie », de l'infra-ordre caridea : Heterocarpus ensifer.
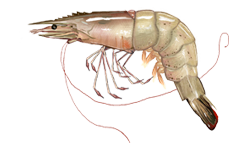
Un exemple d'espèce du sous-ordre Dendrobranchiata : Litopenaeus setiferus. Les représentants de ce sous-ordre ressemblent en certains points aux crevettes vraies, mais ils en diffèrent sur d'autres.
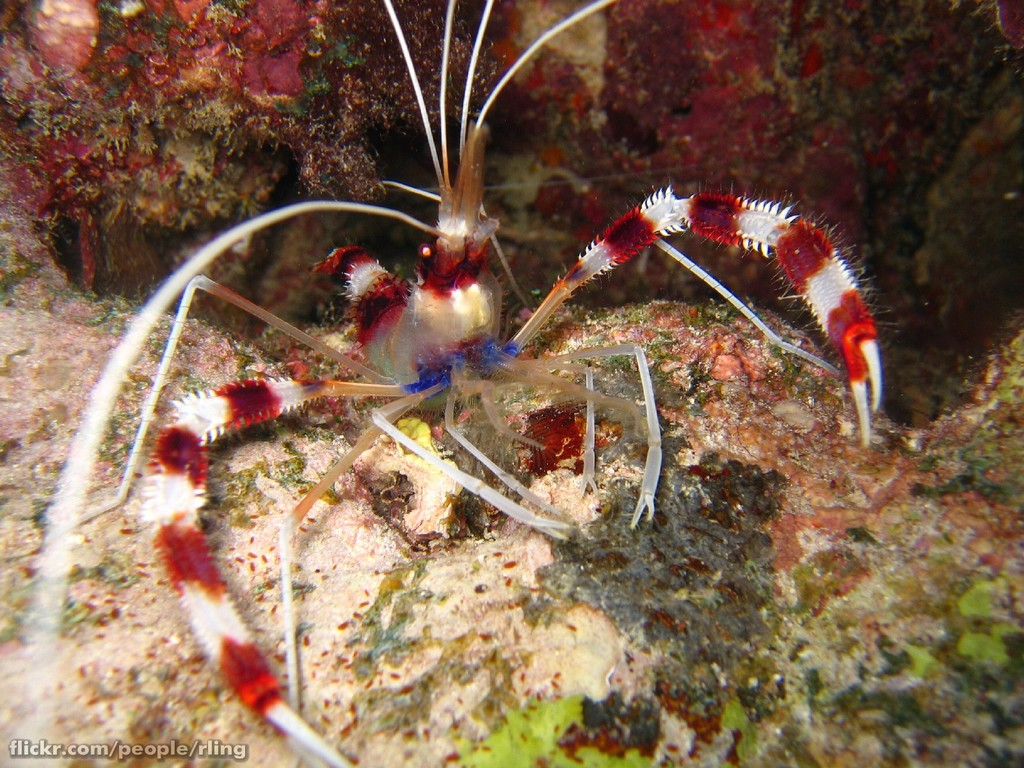
Un exemple d'espèce de l'infra-ordre des Stenopodidea (grandes crevettes nettoyeuses) : Stenopus hispidus.

### Krills
Le nom crevette désigne parfois aussi le krill (de l’ordre des Euphausiacea). Il fait partie du zooplancton. Par rapport aux autres crevettes ou crustacés, le krill possède une paire de pattes supplémentaires, souvent atrophiées, sous l’avant de l'abdomen et sa tête carapacée porte des antennes moins développées. On observe notamment :
- le krill antarctique, l’espèce la plus abondante sur Terre.
- le krill arctique (présent aussi dans l’Atlantique Nord), dont fait partie la crevette nordique.

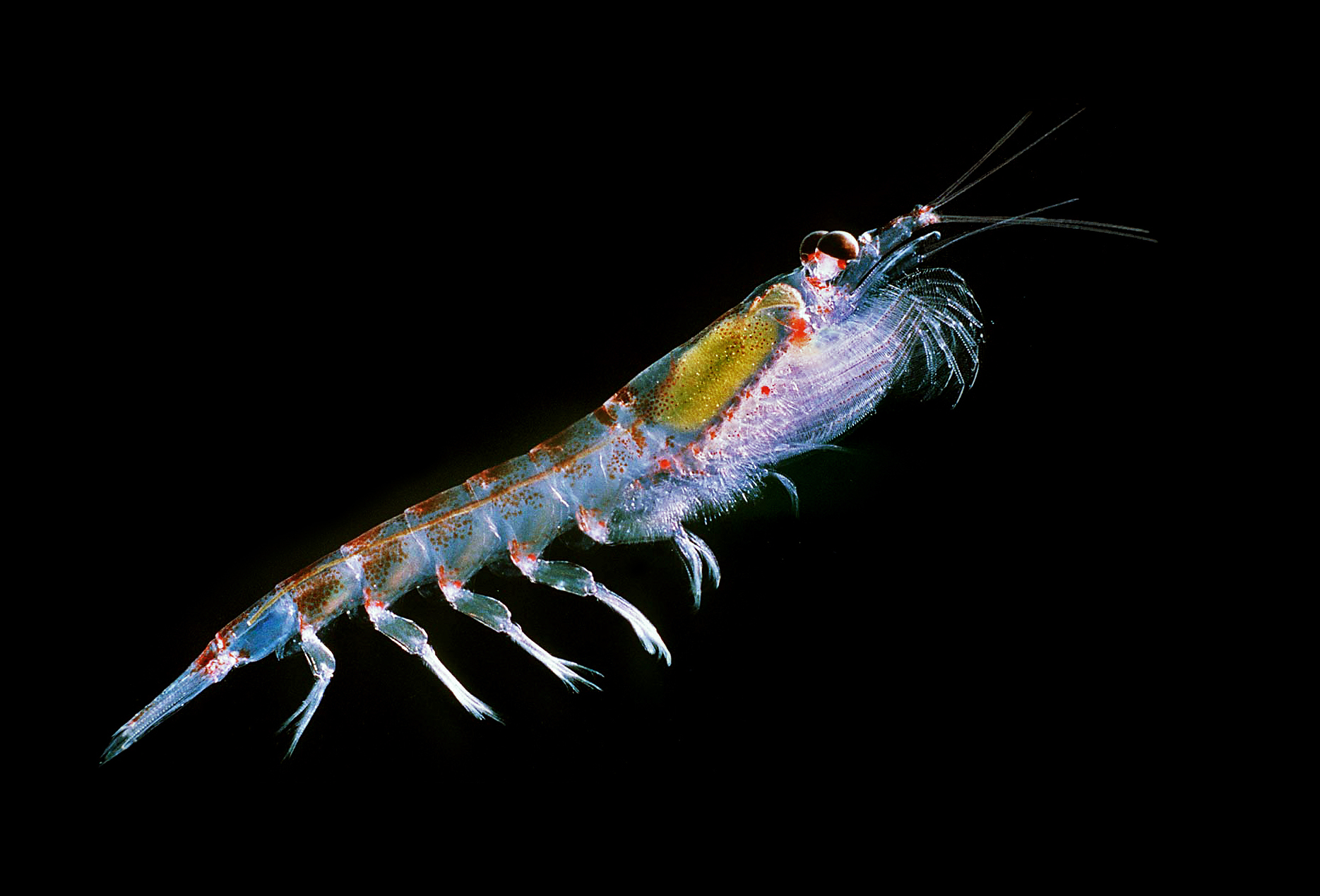
Un exemple d'Euphausiacea : Euphausia superba, le krill Antarctique.
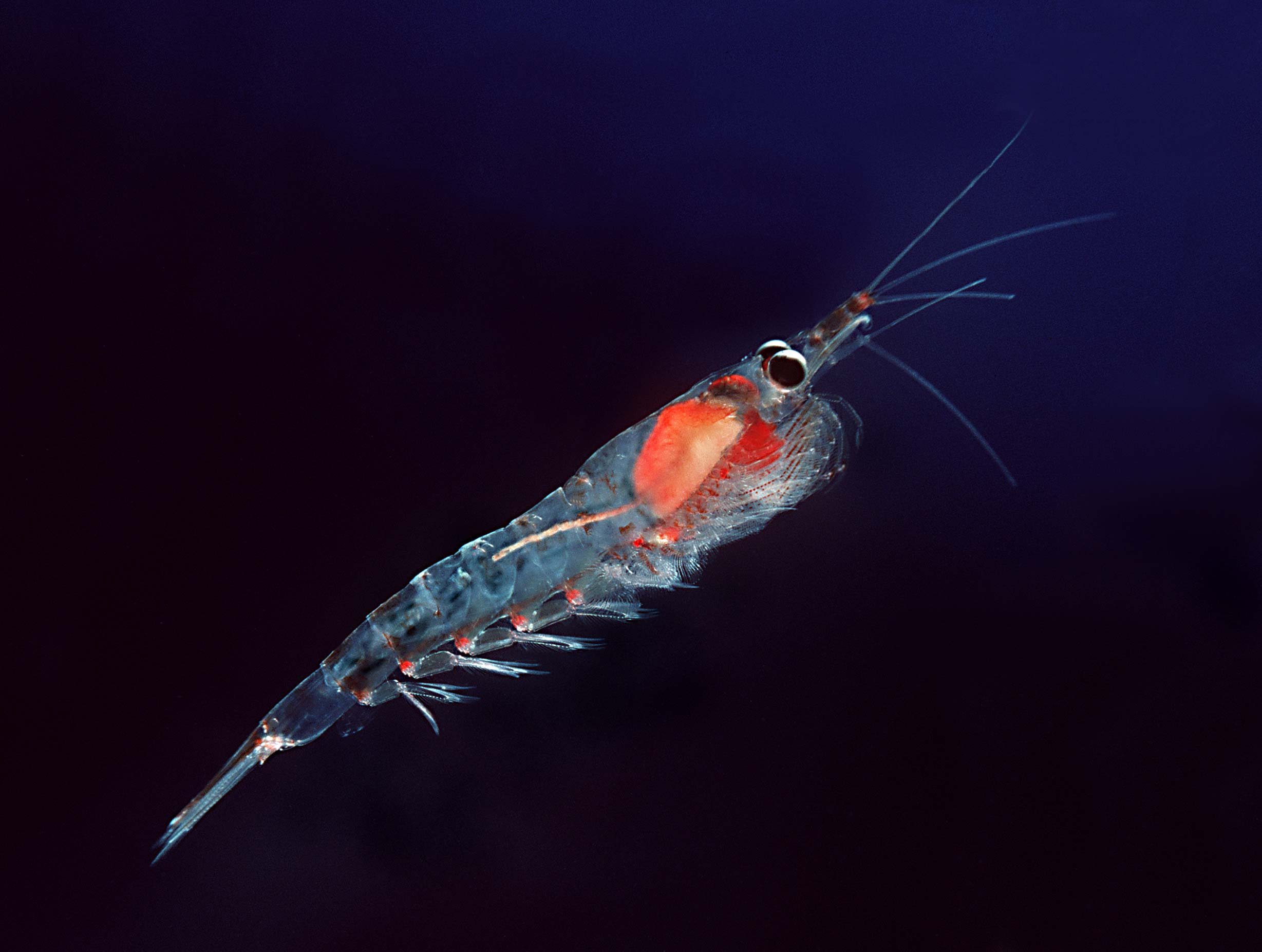
Meganyctiphanes norvegica
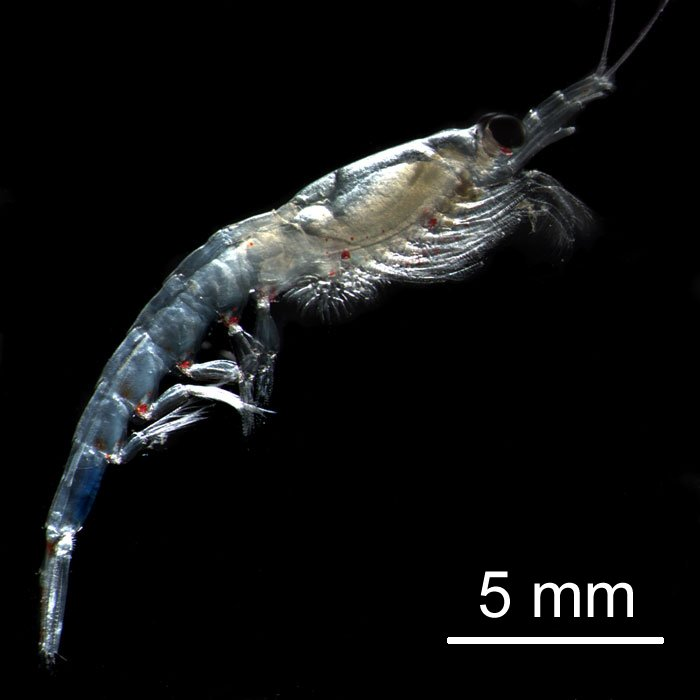
Thysanoessa raschii
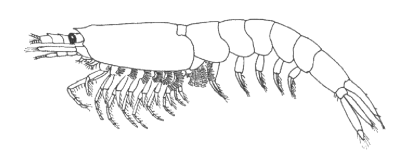
Bentheuphausia amblyops

### Crevettes-mantes
Les espèces de l'ordre Stomatopoda rappellent vaguement les crevettes vraies, mais il ne s'agit pas de décapodes ; ils forment un ordre à part chez les crustacés. Ces animaux, appelés aussi squilles, doivent leur nom de "crevettes-mantes" à leur morphologie rappelant la crevette et à leurs pinces lestées de calcaire, repliées sous le corps de l'animal et très ressemblantes à celles de la mante religieuse. Comme elle, le crustacé déploie ses bras en une fraction de seconde pour capturer une proie à proximité.

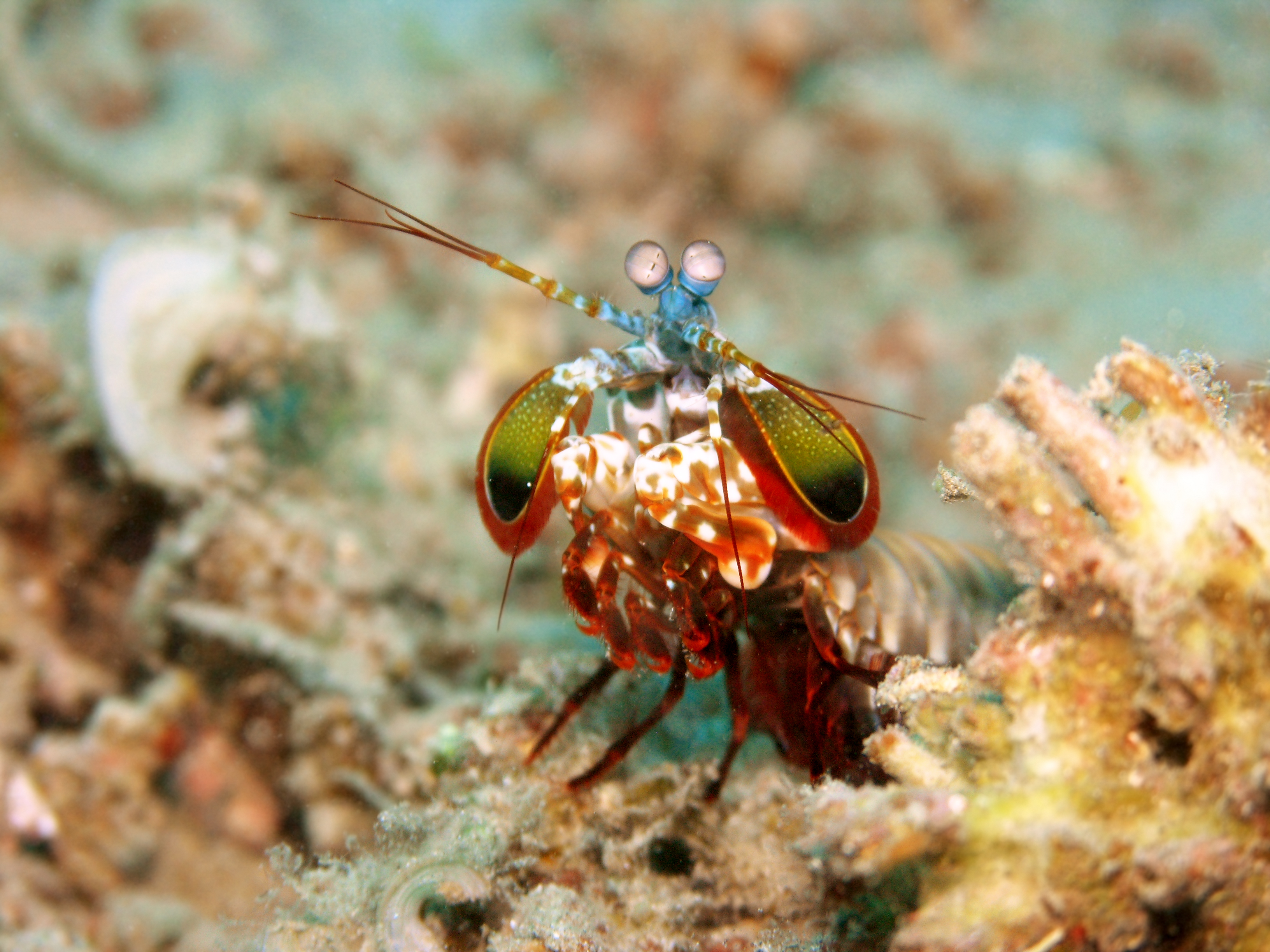
Un exemple de crevette mante : Odontodactylus scyllarus.
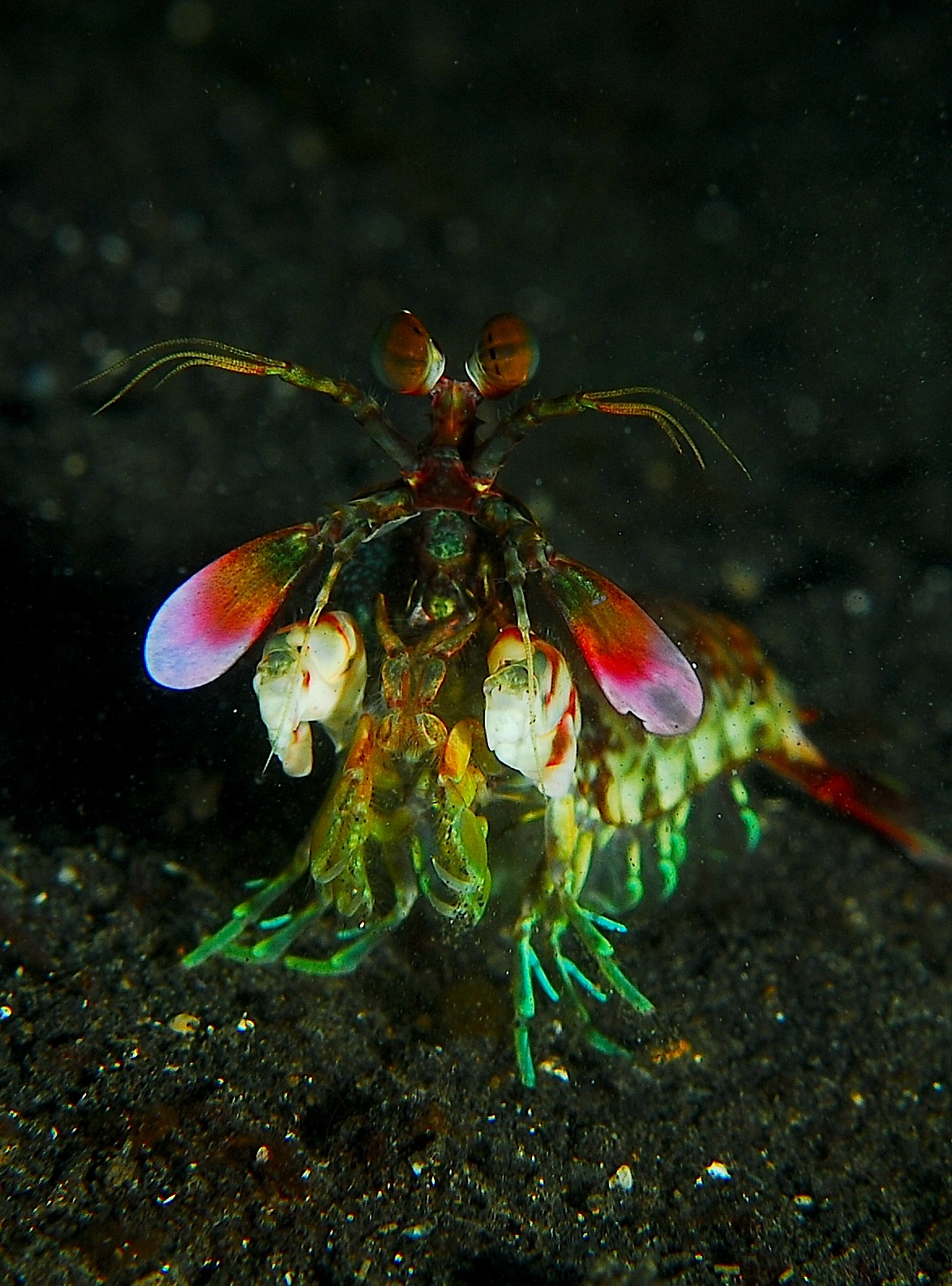
Lysiosquilla maculata
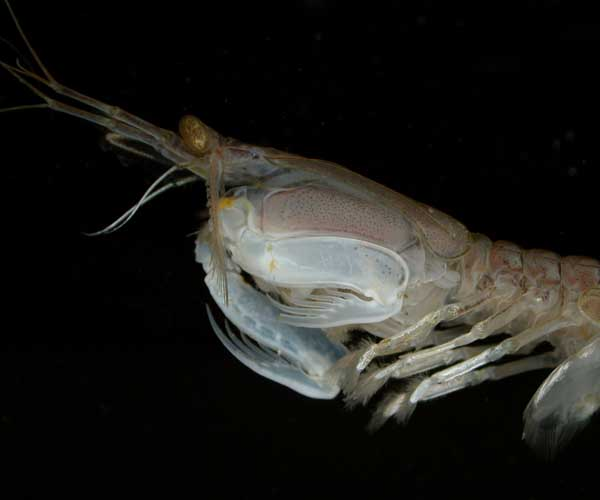
Squilla mantis.
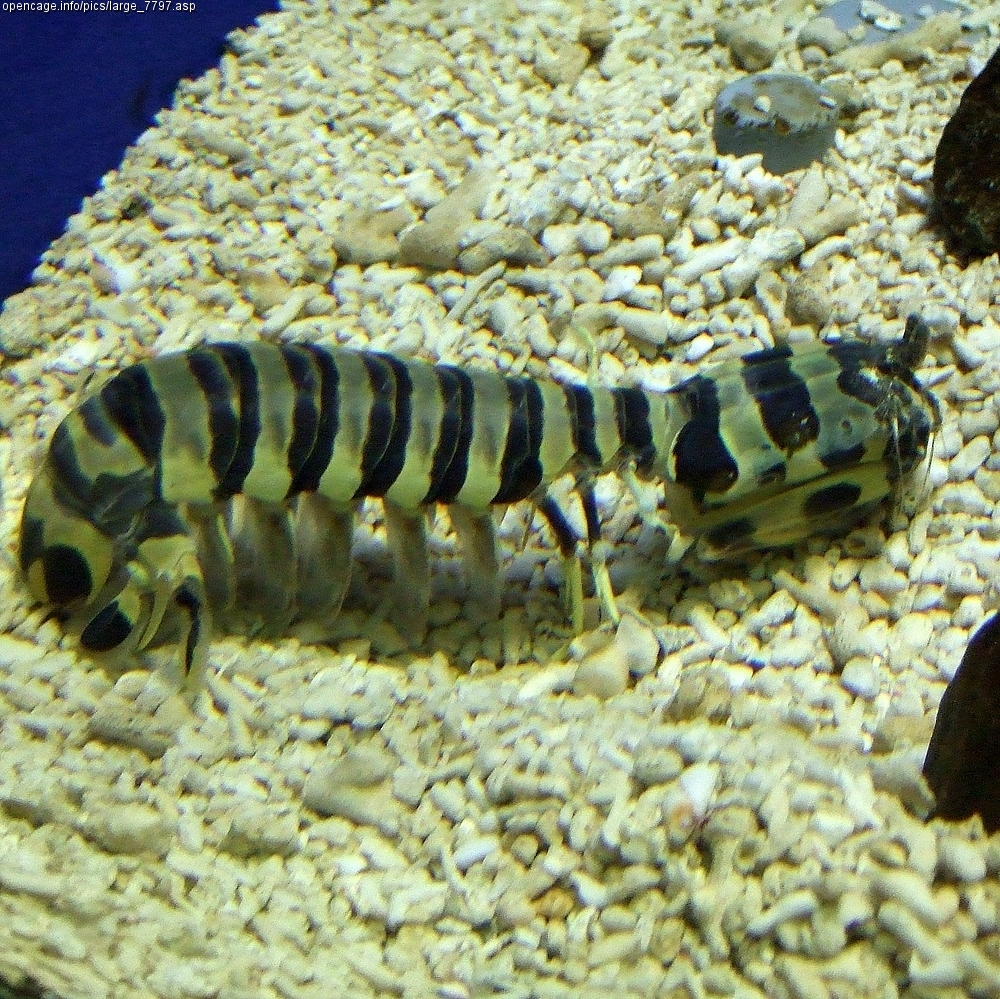
Lysiosquilla maculata

### Mysidacea
Les Mysidacea est un groupe de crustacés du superordre des Peracarida, comprenant les deux ordres actuels Mysida et Lophogastrida, ainsi que l'ordre fossile des Pygocephalomorpha. Des données récentes indiquent que malgré leurs ressemblances externes, ces trois ordres ne seraient pas monophylétiques, et le taxon Mysidacea pourrait ainsi bientôt être obsolète.

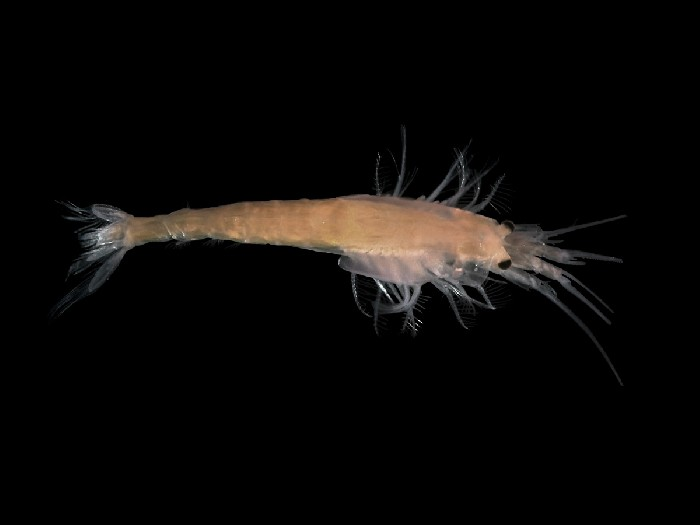
Gastrosaccus spinifer
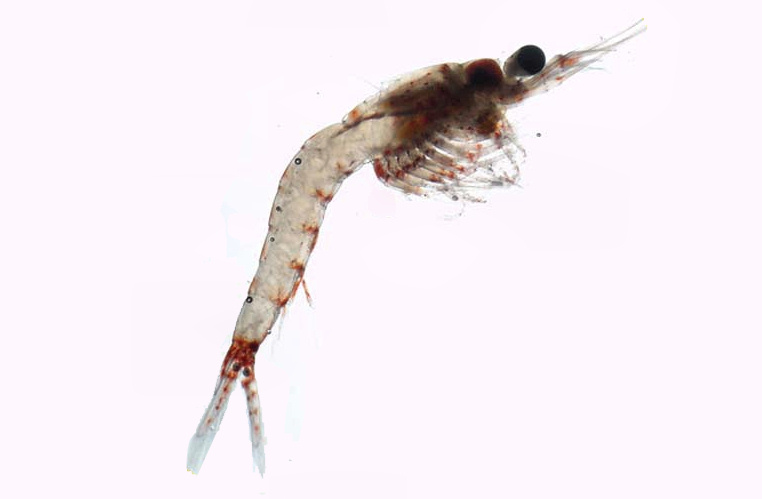
Hemimysis anomala
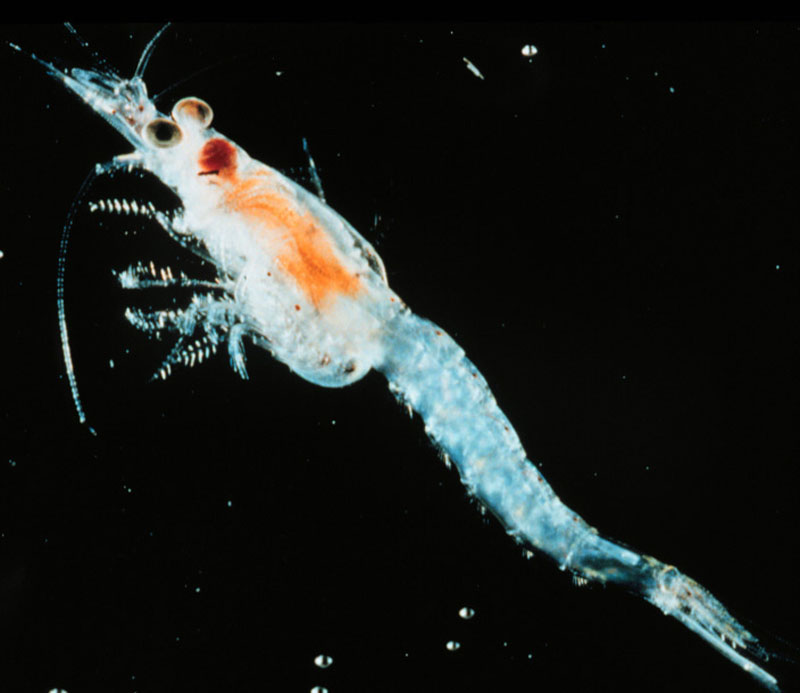
Mysis diluviana
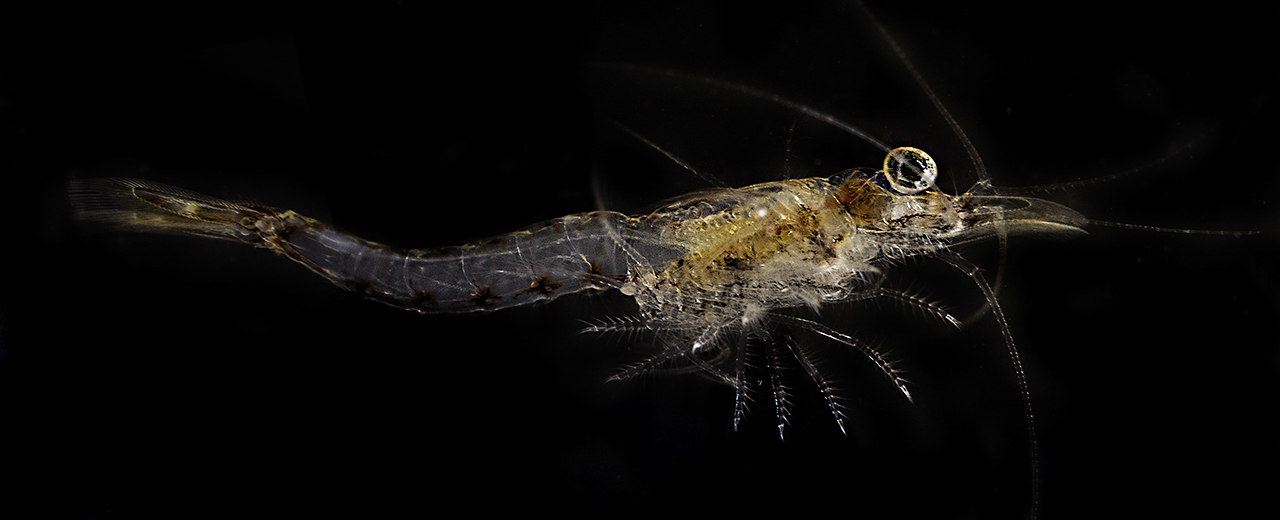
Mysis relicta

## Biologie et comportement

### La reproduction de la crevette
Les crevettes sont unisexuées (mâles ou femelles). Cependant, certains mâles peuvent se transformer en  femelles après un certain temps, qui en moyenne se situe autour des deux ans.
De plus, la crevette femelle ne peut s'accoupler qu'après avoir effectué sa mue (changement de carapace). Cette capacité se retrouve notamment chez les crabes. En prenant en compte ces conditions, la femelle ne peut s'accoupler que trois fois par an : en général le cycle du printemps, de l'été et au milieu de l’hiver est respecté.
La quantité d'œufs pondus par la femelle croît en fonction de son âge.
Ainsi, à l'âge de trois ans, une crevette femelle peut pondre plus de 25 000 œufs. Une fois fécondés, les œufs sont suspendus par la femelle à son abdomen à l'aide d'un mucus naturel collant sécrété sur les soies, protection de la future progéniture face à ses congénères, ou autres prédateurs. Elle portera les œufs jusqu'à leur éclosion.
La durée d'éclosion varie selon la température de l'eau, et donc des saisons ; en été le processus peut prendre quatre semaines, alors qu'en hiver il peut durer jusqu'à environ trois mois.
On peut connaître l'avancement de la maturation d'un œuf grâce à sa couleur ; en effet plus l'œuf est foncé, plus il est mature et donc proche de l'éclosion.
Une fois les œufs éclos, la crevette ne se pose pas au sol ; elle nage dans l'eau et ne se posera qu'au bout de quelques mois au fond de l'eau.

## La perception de la douleur chez les crevettes
Des preuves scientifiques attestent que les crevettes sont des êtres sentients, notamment capables de ressentir la douleur. Elles adoptent des comportements spécifiques pour échapper aux prédateurs ou à un stimulus potentiellement dangereux. La mutilation de leur pédoncule oculaire, une pratique visant à augmenter leur ponte, entraîne des comportements anormaux persistants, tels qu’un mouvement de recul et un frottement de la zone affectée. Après l’administration d’anesthésiques, ces comportements sont atténués, ce qui indique que les crevettes peuvent éprouver de la douleur et de la détresse.

Les crevettes montrent également des réponses physiologiques à des stimuli négatifs. Par exemple, des variations de température extrêmes ou l’injection de métaux lourds toxiques, comme le cuivre et le mercure, déclenchent la libération de l’hormone hyperglycémiante des crustacés. Cette hormone, qui régule principalement la glycémie, est généralement libérée lorsque les crustacés sont soumis à des stress physiques.

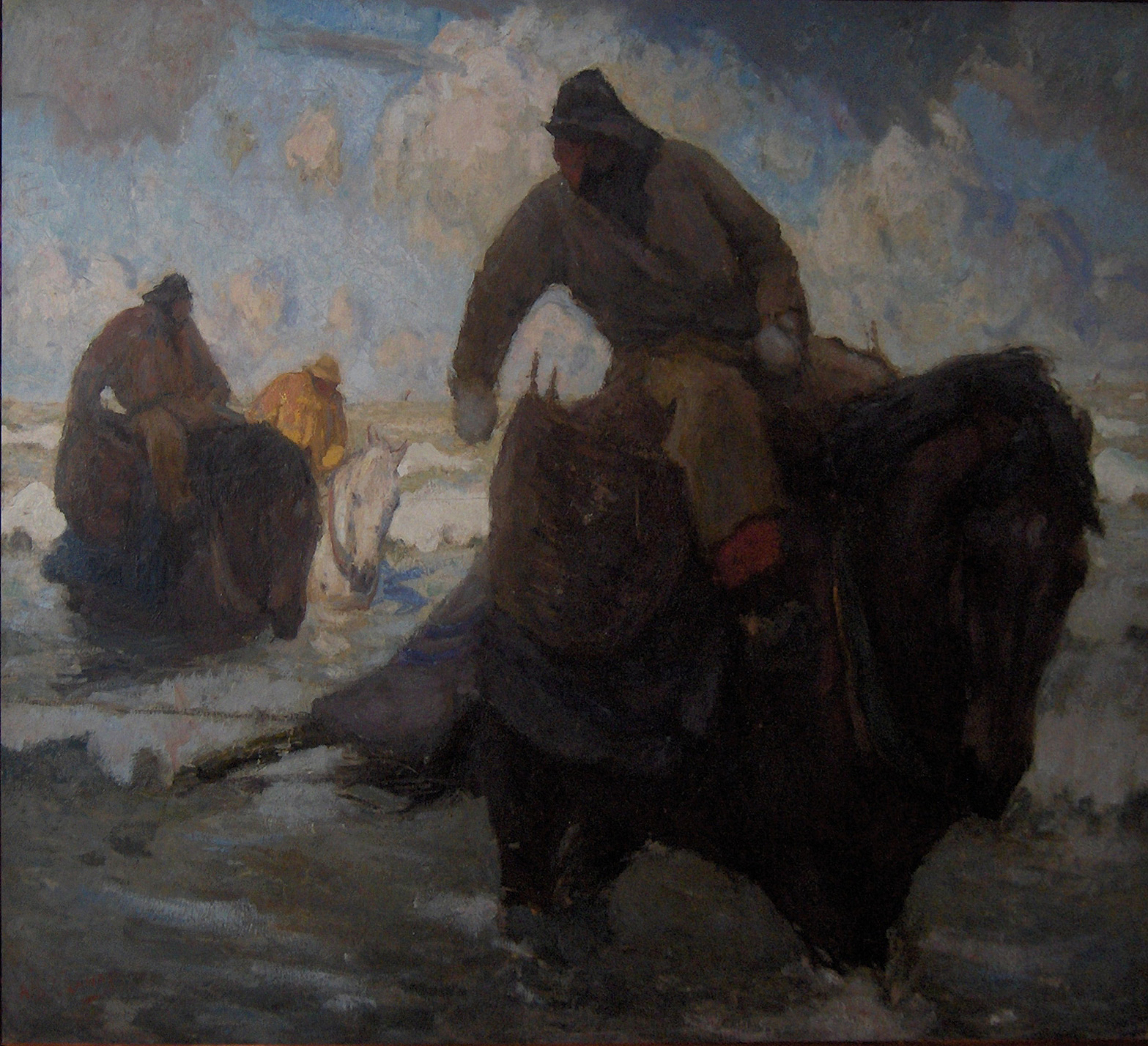
La crevette grise était intensivement pêchée sur les littoraux d'Europe de l'Ouest au XIXe siècle. Elle a localement fortement régressé

## Les crevettes et l'Homme

### Pêche
La crevette grise se pêche sur les grandes plages de sable fin en poussant un filet appelé pousseux, haveneau, havenet, bichette, ré, embrasseau, etc. On pousse ce filet parallèlement à la côte, avec l'eau jusqu'aux cuisses. Le pousseux est, comme son nom l'indique, poussé sur le fond. Les crevettes, qui s'enfouissent dans le sable, sont ainsi délogées, et réceptionnées dans la poche du filet, où le pêcheur n'a plus qu'à les prendre.

Les crevettes sont aussi pêchées à cheval.
La crevette rose, ou bouquet, se pêche, elle, sur les côtes rocheuses, où le pêcheur raclera son épuisette contre la paroi des roches recouvertes d'algues.

### Aquaculture

#### Épédonculation oculaire
Dans le cadre de l’aquaculture, les crevettes élevées peuvent être soumises à l’épédonculation oculaire, méthode largement utilisée dans l’élevage des décapodes. Elle implique de retirer au moins un pédoncule oculaire par des méthodes telles que l'écrasement, la découpe, la cautérisation ou la ligature. Cette pratique vise à accélérer l'élevage et à accroître la ponte, bien que les crevettes manifestent des comportements aversifs en réaction à cette procédure. Certains établissement d'élevage des crevettes au Brésil, en Colombie, en Équateur, au Mexique et en Thaïlande, n’ont plus recours à cette pratique.

#### Qualité de l’eau
Le bien-être des crevettes en aquaculture dépend largement de la qualité de l'eau, notamment de l'oxygène dissous, de l'ammoniac non ionisé et du pH. Des altérations de ces facteurs peuvent entraîner une qualité d'eau non optimale, prolonger le stress, compromettre l'immunité et la santé des crevettes, affectant ainsi leur qualité de vie. En cas de densité élevée de crevettes, conduisant à une plus faible disponibilité en oxygène, des comportements de cannibalisme sont observés.

#### Maladies
Les crevettes à pattes blanches en élevage sont vulnérables à des maladies infectieuses, principalement causées par des pathogènes viraux tels que le virus des taches blanches, le virus de la tête jaune, et le virus de la myonécrose infectieuse. Ces maladies virales peuvent déclencher des épidémies entraînant souvent une mortalité massive, avec des taux atteignant de 40 à 100% .

### Alimentation et gastronomie

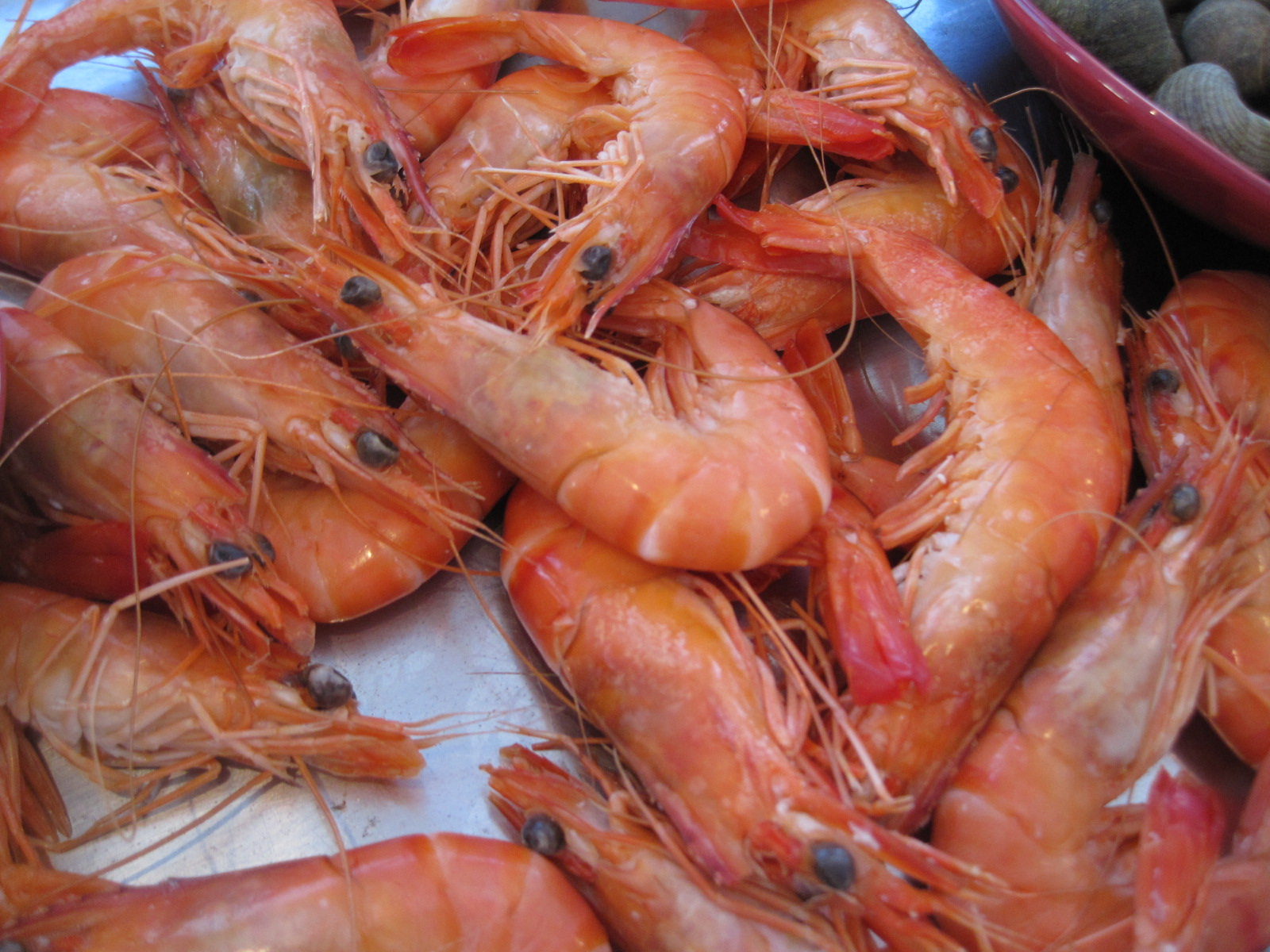
Crevettes cuites servies en apéritif

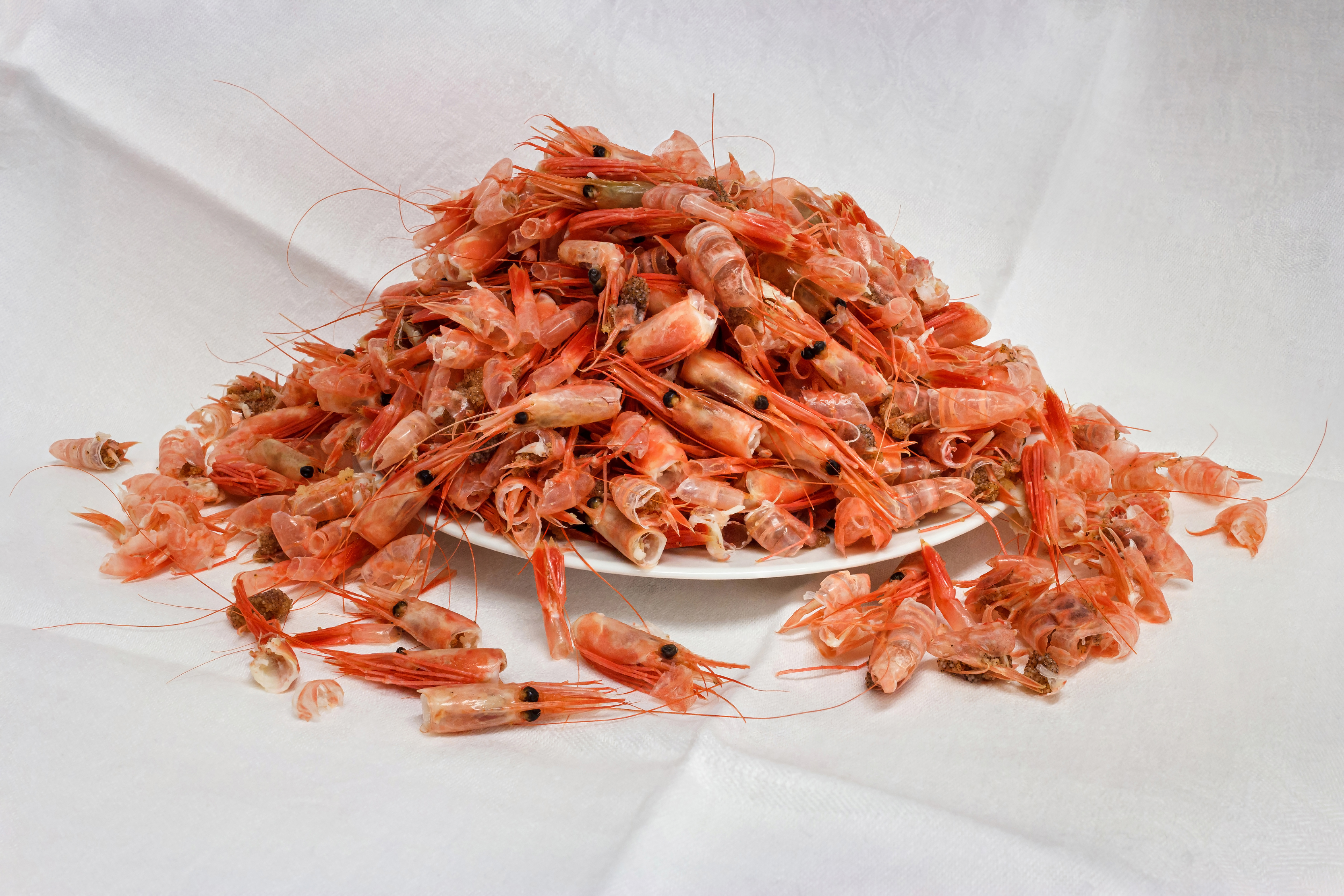
Restes de crevettes pour un fond (cuisine). Février 2023.

Beaucoup d'espèces sont comestibles et constituent donc des espèces commerciales ou des ingrédients de cuisine.
La plupart étant dépositivores (se nourrissent de particules déposées sur le fond), elles sont susceptibles de contenir certains polluants qui se déposent sur les fonds où elles vivent : PCB, etc.
Certaines espèces ont un taux de cuivre inhabituellement élevé pour des organismes marins. On ne peut pas parler de contamination car il est dû à un pigment sanguin à base de molécules de cuivre, l'hémocyanine, naturellement produit par la crevette.
Certains attribuent la décoloration orange de la crevette dite rose au moment de la cuisson à la forte teneur en cuivre de l'animal. Cependant, cette couleur provient en réalité de l'astaxanthine, dont la molécule ne présente aucune trace de cuivre. Les crevettes sont cuites lorsqu'elles s'enroulent autour de leur queue.
L'élevage des crevettes à grande échelle est en plein essor, notamment en Asie du sud-est, et de manière parfois peu contrôlée. Cet élevage est particulièrement rentable étant donné le cycle de vie très court des crevettes, leur capacité à vivre en grande densité et leur régime alimentaire extrêmement généraliste. Pour ces mêmes raisons, cet élevage fait largement appel à des aliments issus de chutes industrielles (notamment des farines animales obtenues par recyclage des déchets, y compris les os et les cuirs). La crevette constitue ainsi une sorte d'équivalent du porc pour la mer : elle absorbe tous les déchets, ainsi que les pesticides et produits chimiques qui peuvent y être inclus. Un reportage TV diffusé en octobre 2015, intitulé le cuir toxique, rapporte que des déchets de cuir du Bangladesh traités avec des produits hautement toxiques (ammoniac, mercure...) sont finement broyés pour être livrés à l'industrie de la crevette.
Cet élevage a également un impact social et environnemental parfois préoccupant, puisqu'il se pratique en grande partie sur des littoraux tropicaux, et entraîne la conversion massive d'écosystèmes fragiles (récifs de corail, mangroves...) en fermes intensives souvent polluantes voire insalubres. Une étude de 2001 attribue ainsi à l'élevage de crevette la principale responsabilité dans le déclin spectaculaire des mangroves dans le monde, qui s'élève à plus de 35% pour la seule décennie 1980.

### Galerie

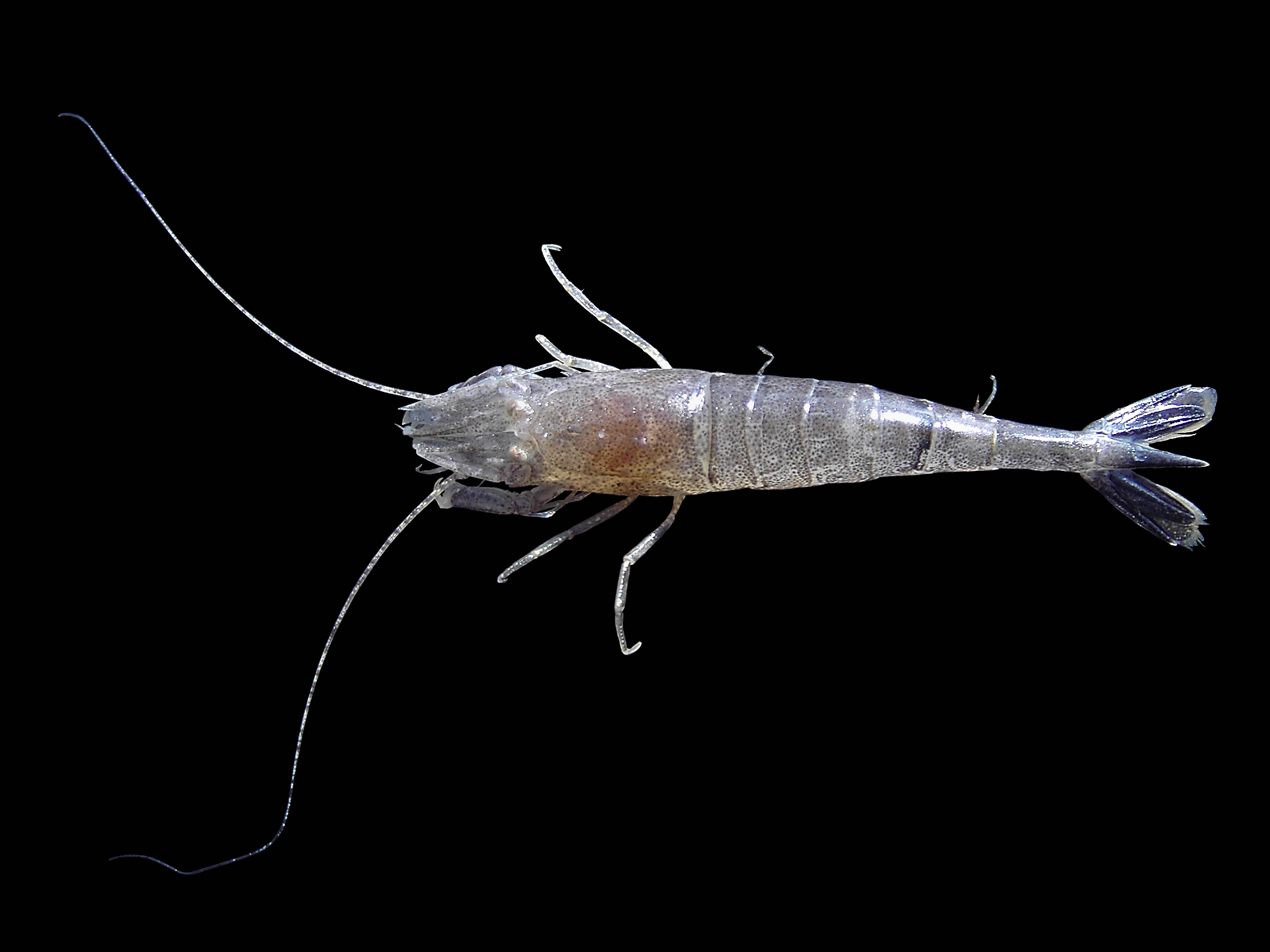
Crangon crangon
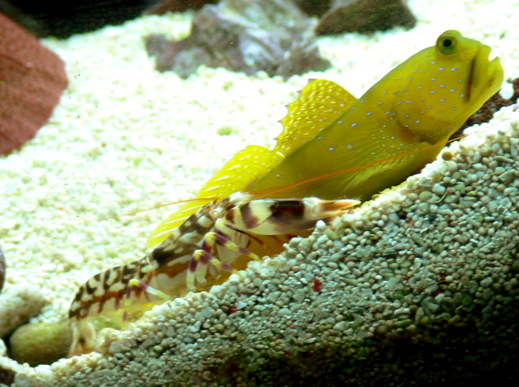
Alpheus bellulus. Ces crevettes vivent en symbiose avec des gobies.
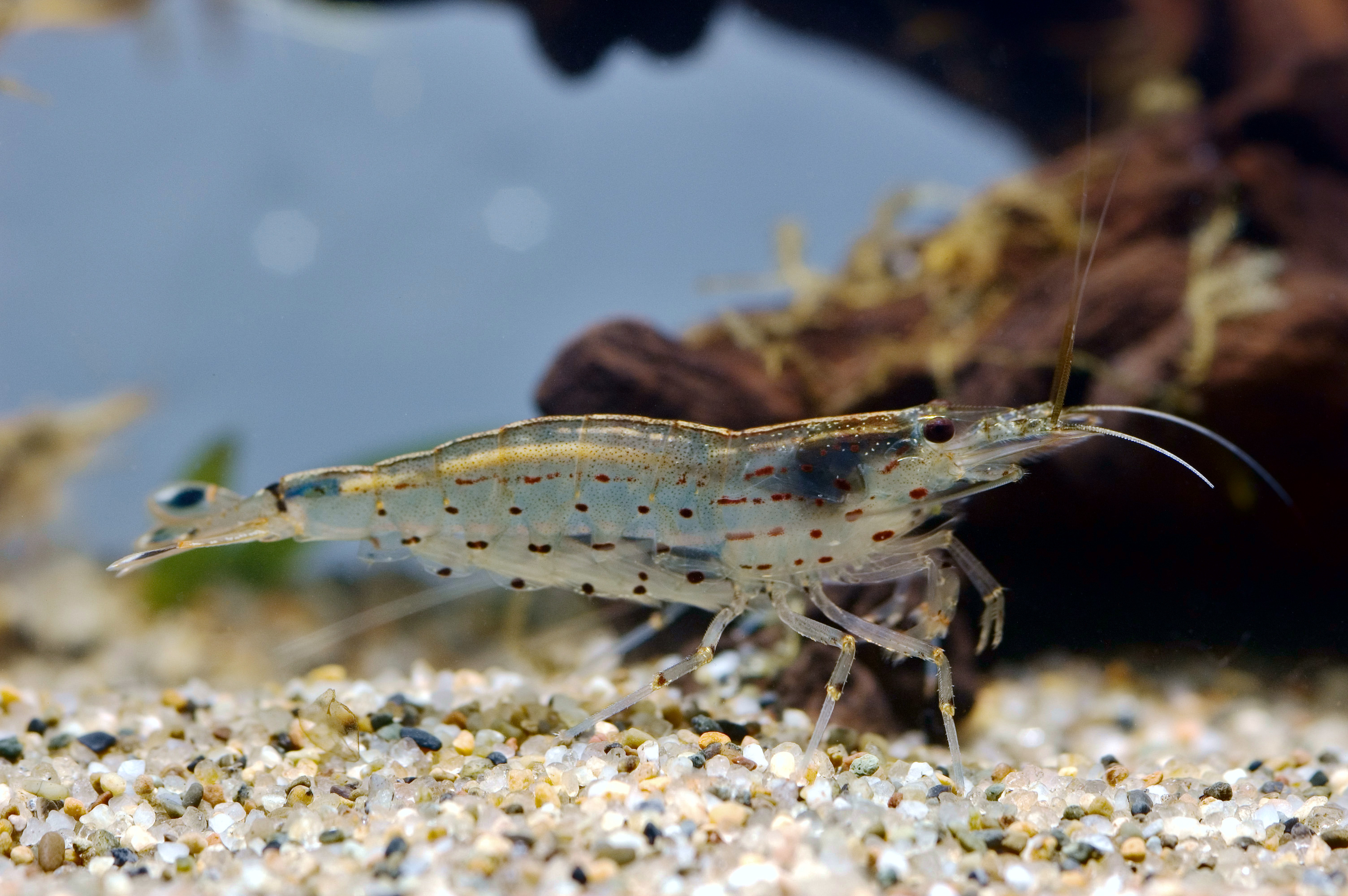
Caridina multidentata, une crevette d'eau douce.
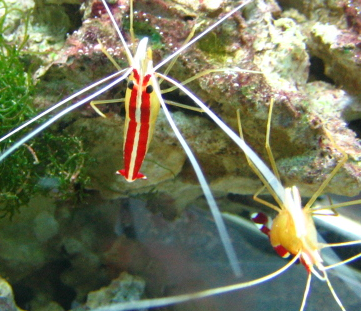
Lysmata amboinensis
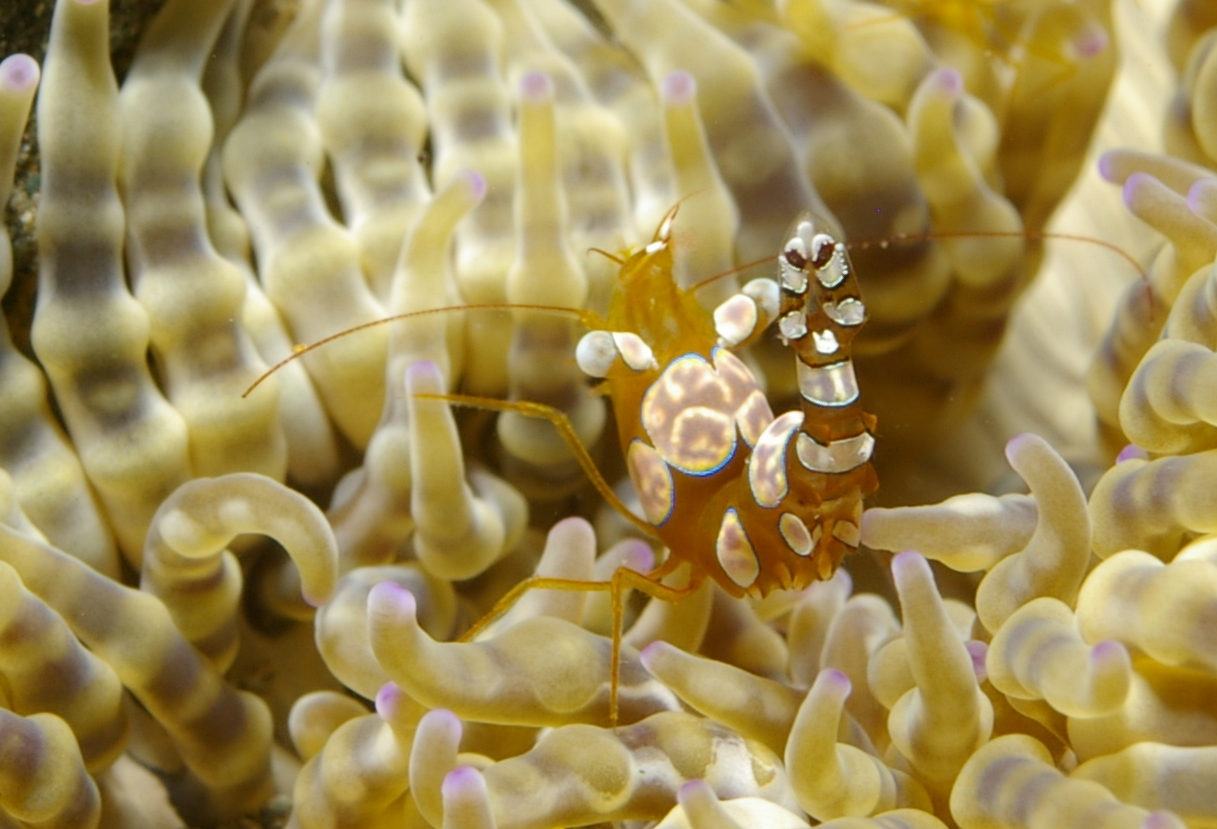
Thor amboinensis
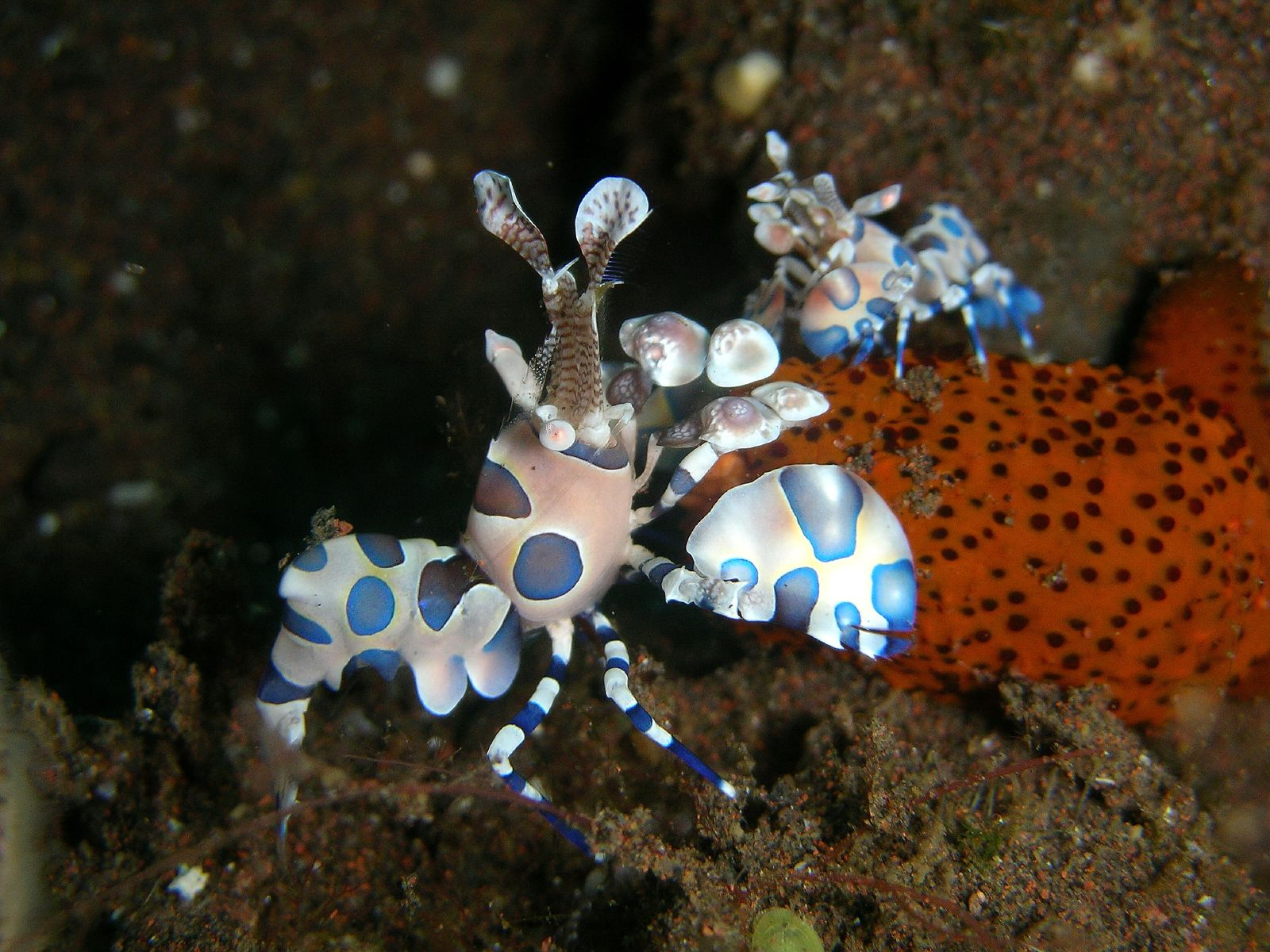
Hymenocera picta
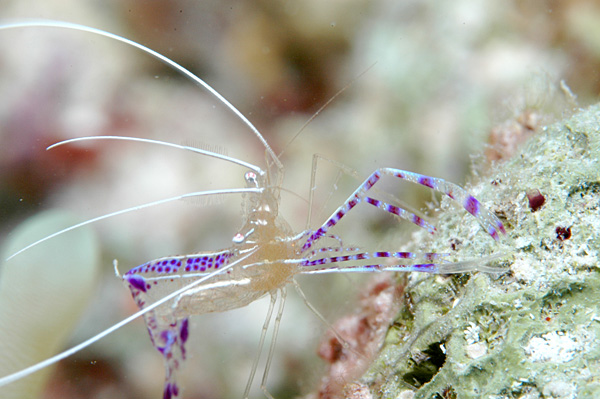
Periclimenes pedersoni
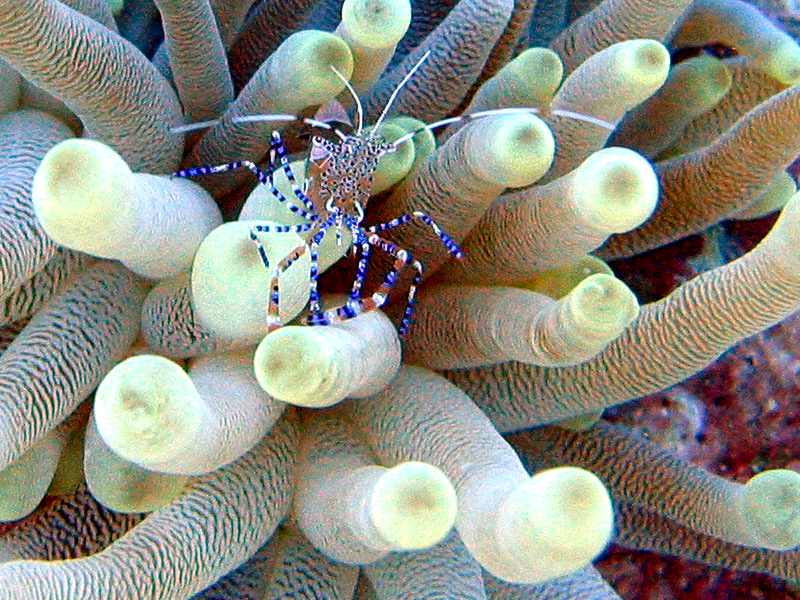
Periclimenes yucatanicus
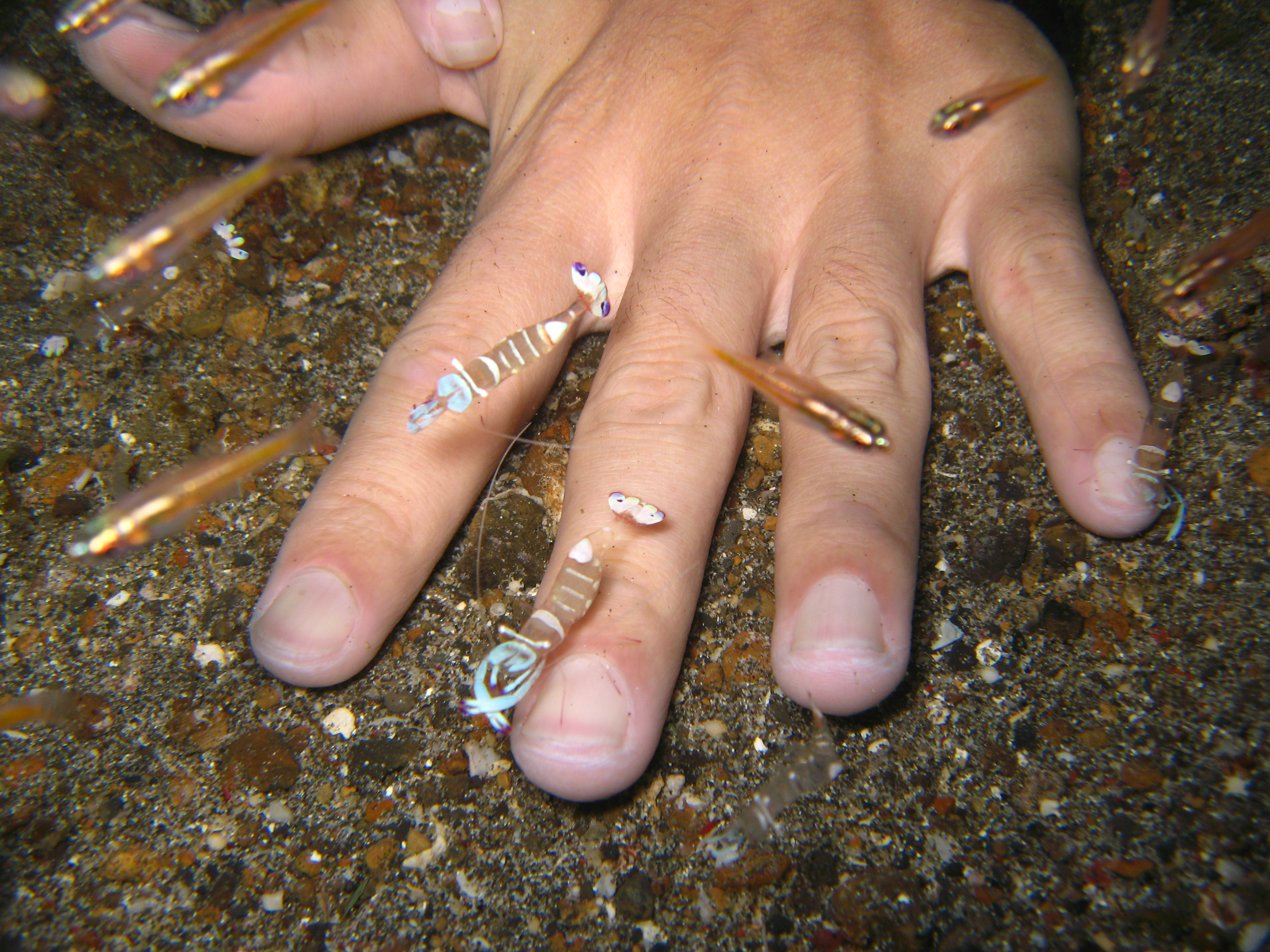
Periclimenes magnificus
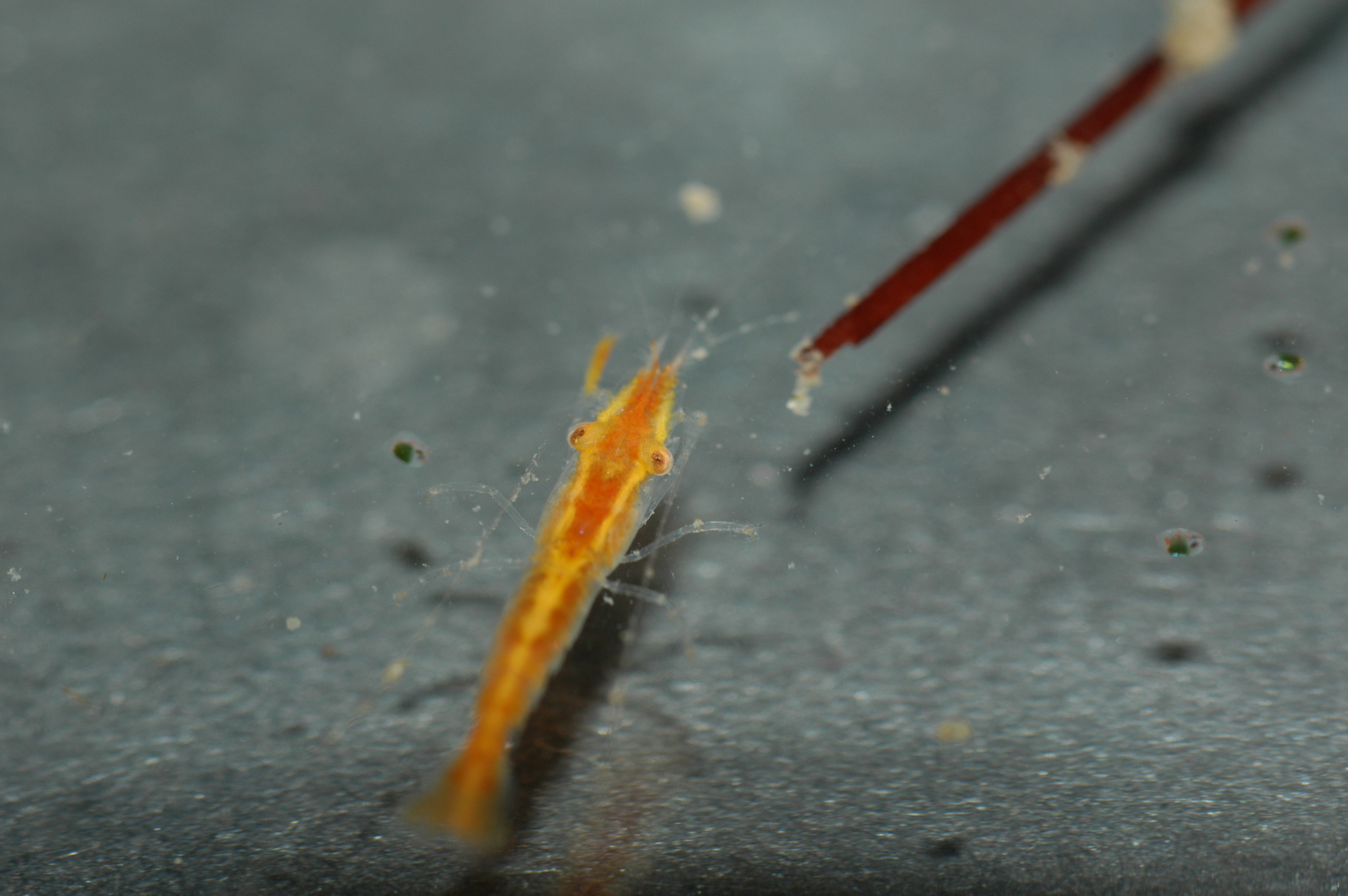
Tuleariocaris neglecta
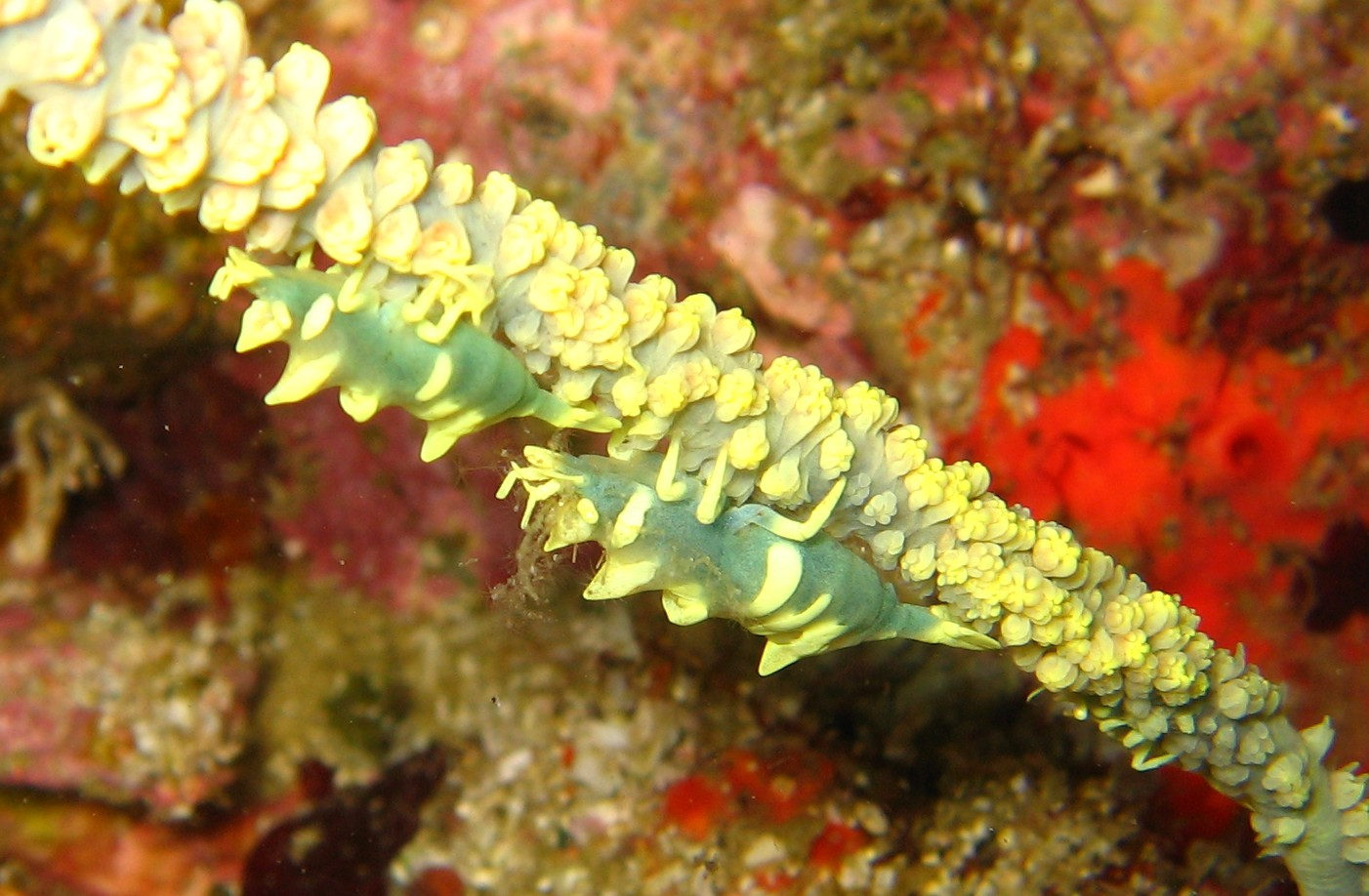
Miropandalus hardingi
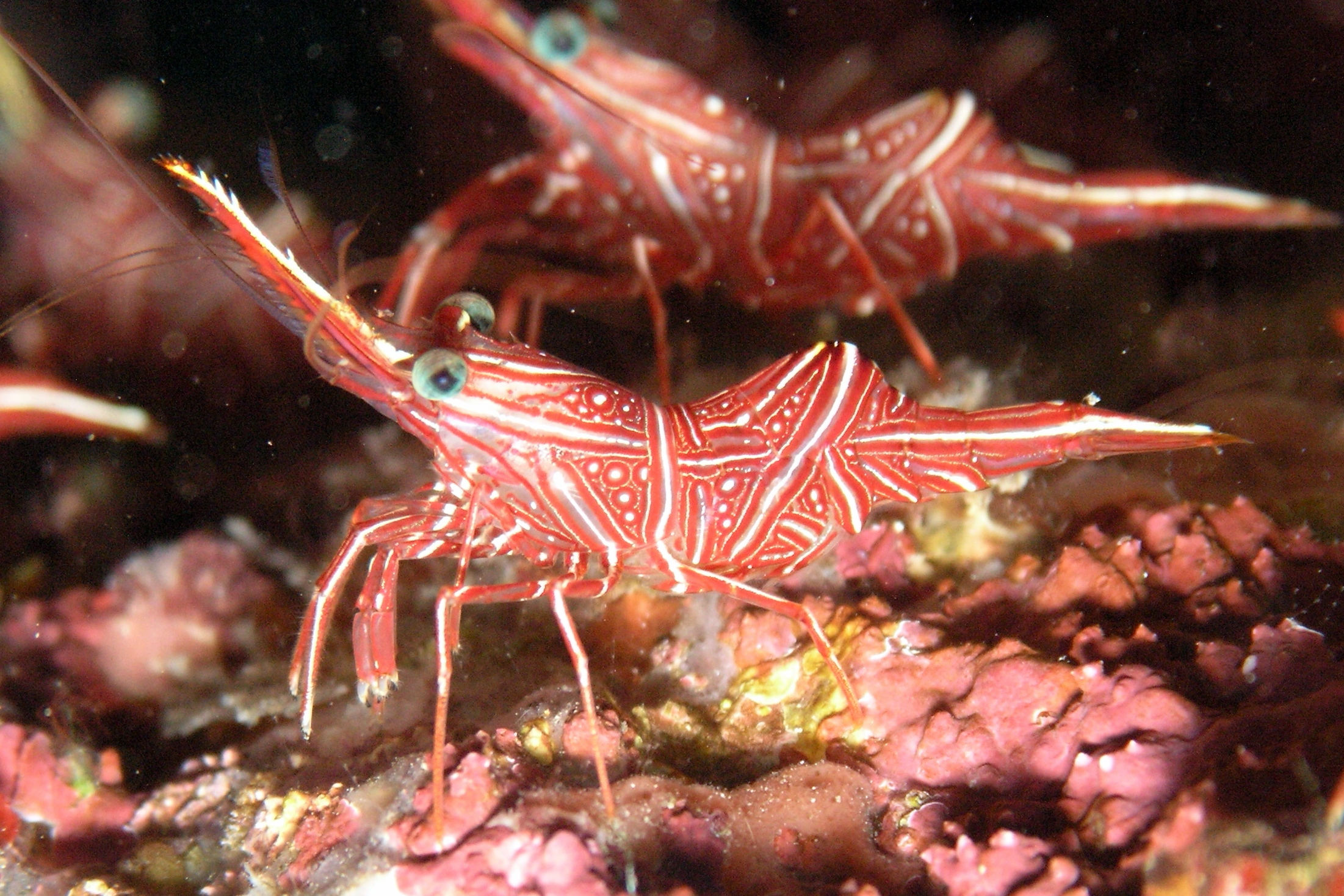
Rhynchocinetes durbanensis